# Roby Facchinetti

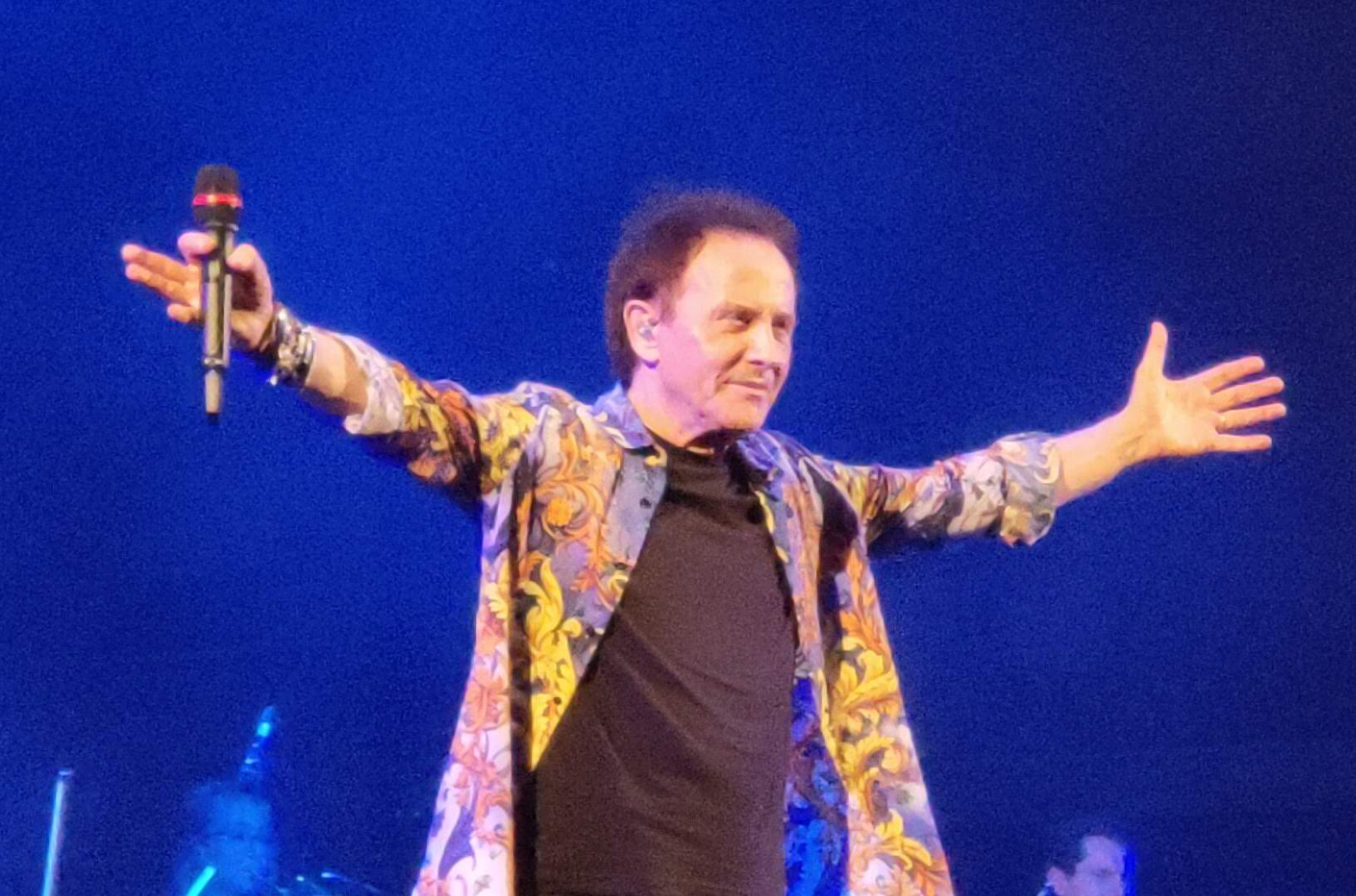
Roby Facchinetti (2022)

Roby Facchinetti (* 1. Mai 1944 in Bergamo als Camillo Ferdinando Facchinetti) ist ein italienischer Musiker. Von 1966 bis zur Auflösung 2016 war er Frontman der Band Pooh.

## Karriere
Facchinetti trat 1966 in die erst kurz zuvor gegründete Beatband Pooh ein und ersetzte dort den britischen Keyboarder Bob Gillot. Er wurde zum zentralen Songwriter der Gruppe und war zumindest bis 1971 für die Musik praktisch aller Lieder verantwortlich, während die Texte überwiegend von Valerio Negrini stammten. Den Gesang übernahmen zunächst hauptsächlich Riccardo Fogli und Dodi Battaglia, 1974 (nach dem Ausstieg Foglis) ging jedoch auch die Rolle des Leadsängers an Facchinetti über.
Nach großen Erfolgen mit der Band veröffentlichte der Musiker 1984 sein erstes, selbstbetiteltes Soloalbum, das er u. a. mit Symphonieorchester aufnahm. Unvermindert war er weiterhin innerhalb von Pooh aktiv, 1990 gewann die Band das 40. Sanremo-Festival. 1993 war die Reihe an Facchinettis zweitem Soloalbum Fai col cuore. Zusammen mit seinem Sohn Francesco trat er 2007 beim Sanremo-Festival 2007 an. Erst 2014 ließ er das dritte Album Ma che vita la mia folgen, das die Spitze der italienischen Albumcharts erreichte und das letzte Album war, an dem Valerio Negrini vor seinem Tod gearbeitet hatte. Wieder an der Seite seines Sohnes war Facchinetti 2015 als Coach bei der Castingshow The Voice of Italy tätig.
2016 gab Pooh die Abschlusstournee zum 50-jährigen Bandjubiläum, bei der auch Riccardo Fogli wieder dazustieß. Zusammen mit diesem begann Facchinetti 2017 ein gemeinsames Projekt, das in dem gemeinsamen Album Insieme mündete. Die beiden gingen auch beim Sanremo-Festival 2018 ins Rennen, erreichten mit Il segreto del tempo jedoch nur den 18. Platz.
Im März 2020 veröffentlichte Facchinetti anlässlich der COVID-19-Pandemie das Lied Rinascerò, rinascerai über seine schwer von der Krise getroffene Heimatstadt Bergamo. Der Text stammt von Pooh-Schlagzeuger Stefano D’Orazio. Sämtliche Einnahmen sollen dem Papa-Giovanni-XXIII-Krankenhaus in Bergamo gespendet werden. Das Lied erreichte Platz zwei der italienischen Singlecharts.

## Diskografie

### Alben
| Jahr | Titel Musiklabel               | Höchstplatzierung, Gesamtwochen, AuszeichnungChartsChartplatzierungen (Jahr, Titel, Musiklabel, Platzierungen, Wochen, Auszeichnungen, Anmerkungen) | Anmerkungen                                              |
| Jahr | Titel Musiklabel               | IT | Anmerkungen                                              |
| ---- | ------------------------------ | --- | -------------------------------------------------------- |
| 1984 | Roby Facchinetti CGD           | IT10 (10 Wo.)IT |                                                          |
| 1993 | Fai col cuore                  | — |                                                          |
| 2014 | Ma che vita la mia Carosello   | IT1 (12 Wo.)IT |                                                          |
| 2017 | Insieme Sony                   | IT6 (8 Wo.)IT | mit Riccardo Fogli                                       |
| 2020 | Inseguendo la mia musica live  | IT7 (3 Wo.)IT | Erstveröffentlichung: 25. September 2020                 |
| 2021 | Symphony                       | IT23 (4 Wo.)IT | Erstveröffentlichung: 26. November 2021                  |
| 2025 | Parsifal - L’uomo delle stelle | IT15 (3 Wo.)IT | Erstveröffentlichung: 28. März 2025 mit Stefano D’Orazio |

### Singles
| Jahr | Titel Album             | Höchstplatzierung, Gesamtwochen, AuszeichnungChartsChartplatzierungen (Jahr, Titel, Album, Platzierungen, Wochen, Auszeichnungen, Anmerkungen) | Anmerkungen                                         |
| Jahr | Titel Album             | IT | Anmerkungen                                         |
| ---- | ----------------------- | --- | --------------------------------------------------- |
| 2007 | Vivere normale          | — | Platz 48 (1 Woche) der Downloadcharts mit Francesco |
| 2020 | Rinascerò, Rinascerai – | IT2 (2 Wo.)IT |                                                     |

## Belege
1. ↑  Patrizia Casale: “Rinascerò, rinascerai”, il canto d’amore di Roby Facchinetti a Bergamo. In: Gazzetta del Sud Online. 28. März 2020, abgerufen am 29. März 2020 (italienisch).
2. ↑  Chartquellen (Alben):
  - M&D-Chartarchiv. Musica e dischi, abgerufen am 23. Januar 2018 (italienisch, kostenpflichtiger Abonnement-Zugang).
  - Alben von Roby Facchinetti. In: Italiancharts.com. Hung Medien, archiviert vom Original (nicht mehr online verfügbar) am 24. Januar 2018; abgerufen am 23. Januar 2018.  Info: Der Archivlink wurde automatisch eingesetzt und noch nicht geprüft. Bitte prüfe Original- und Archivlink gemäß Anleitung und entferne dann diesen Hinweis.
3. ↑  Chartquellen (Singles):
  - Guido Racca & Chartitalia: Top 100 FIMI Singoli. Lulu, 2013, S. 174.
  - Archivio classifiche Top Singoli. FIMI, abgerufen am 3. April 2020 (italienisch).

| Personendaten    | Personendaten                                 |
| ---------------- | --------------------------------------------- |
| NAME             | Facchinetti, Roby                             |
| ALTERNATIVNAMEN  | Facchinetti, Camillo Ferdinando (Geburtsname) |
| KURZBESCHREIBUNG | italienischer Musiker                         |
| GEBURTSDATUM     | 1. Mai 1944                                   |
| GEBURTSORT       | Bergamo                                       |